# Calvert Watkins
Calvert Watkins (13 març de 1933 - 20 de març de 2013) va ser un professor de lingüística i clàssics a la Universitat Harvard i professor resident a la Universitat de Califòrnia a Los Angeles (UCLA).
Amb la seva tesi doctoral, Indo-European Origins of the Celtic Verb I. The Sigmatic Aorist, que reflecteix l'enfocament estructuralista de Jerzy Kuryłowicz, i obre una era nova de treball creatiu en la lingüística comparativa de les llengües cèltiques i l'estudi del sistema verbal de les llengües indoeuropees.
Watkins, en cert sentit, va completar la seva contribució a aquesta àrea amb la seva Indogermanische Grammatik III/1: Geschichte der Indogermanischen Verbalflexion (1969). Mentrestant, el seu treball en vocabulari i poètica indoeuropea va produir un gran nombre d'articles sobre material (entre altres) cèltic, anatòlic, grec, itàlic i indoiranià, presentats més a fons en el seu llibre How to Kill a Dragon: Aspects of Indo-European Poetics (Oxford University Press, 1995).
Va contribuir amb la seva experiència en llengües indoeuropees en a la primera edició de The American Heritage Dictionary of the English Language i edità The American Heritage Dictionary of Indo-European Roots (ISBN 0-618-08250-6).
Estava casat amb la prominent sanscritista Stephanie Jamison.